# Ginestra
Ginestra est une commune italienne de moins de 1 000 habitants située dans la province de Potenza, dans la région Basilicate, en Italie méridionale.

## Histoire
La commune abrite une forte communauté Arbëresh, descendant d’Albanais installés ici au XVe siècle, fuyant l’avance ottomane. Ces Albanais ont gardé une forte identité, parlant toujours leur langue, l’arbërisht. Dans leur dialecte, albanais teinté d’italien, le village se nomme Zhura.

## Administration
| Période                                  | Période | Identité | Étiquette | Qualité |
| ---------------------------------------- | ------- | -------- | --------- | ------- |
|                                          |         |          |           |         |
| Les données manquantes sont à compléter. |         |          |           |         |

### Communes limitrophes
Barile, Forenza, Maschito, Ripacandida, Venosa.